# DLASTHR
DLASTHR (The Last Hour) é uma organização criminosa do Oriente Médio que atua nos subúrbios do sudoeste de Sydney, na Austrália. O grupo teria se originado de outra gangue, chamada de Reis Assírios. A gangue do crime foi formada por Raymon Youmaran, que agora cumpre uma pena de 17 anos pelo assassinato de Dimitri DeBaz em 2002.
A gangue do crime esteve envolvida em uma série de assassinatos e tiroteios públicos, ao se estabelecer como um grande sindicato do tráfico e distribuição de drogas. Muitos membros usam bastante tinta, incluindo um punho fechado característico nas costas. A polícia de NSW tem perseguido ativamente a gangue há anos, conduzindo várias operações que capturaram armas e drogas.
Nos últimos anos, a violência armada é considerada parte da guerra territorial da gangue pelo fornecimento de drogas com sua gangue rival, The True Kings. O conflito entre as duas gangues levou a uma série de tiroteios e bombas incendiárias nos subúrbios a oeste de Sydney.